# Les Chevaliers de la Table ronde (opéra-bouffe)
Les Chevaliers de la Table ronde est un opéra bouffe en trois actes de Louis-Auguste Florimond Ronger dit Hervé. Paroles d’Henri Chivot et Alfred Duru.
L’opéra fut représenté pour la première fois au théâtre des Bouffes-Parisiens le 17 novembre 1866 puis remanié en 1872.
Il est recréé en 2015 à l'opéra national de Bordeaux par le Palazzetto Bru Zane et la compagnie Les Brigands.